# Max Küchler
Max Küchler (* 27. August 1944 in Sulgen, Kanton Thurgau) ist ein Schweizer römisch-katholischer Theologe und Bibelwissenschaftler. 

## Leben
Küchler studierte Theologie an der Universität Passau (1964–65), Philosophie (1965–67) und Theologie mit Schwerpunkt Bibelwissenschaften (1968–72) an der Schweizer Universität Freiburg, Bibelwissenschaften an der Päpstlichen Bibelkommission (Pontificia Commissio de Re Biblica; 1968) in Rom sowie frühjüdisch-rabbinische Literatur, Geschichte und Archäologie Israels/Palästinas und Jordaniens an der École biblique et archéologique française de Jérusalem in Jerusalem. Er war in Freiburg von 1975 bis 1979 Wissenschaftlicher Assistent am Lehrstuhl für alttestamentliche Exegese bei Othmar Keel, am Lehrstuhl für neutestamentliche Exegese bei Hermann-Josef Venetz und am Lehrstuhl für alttestamentliche Exegese bei Adrian Schenker. 1979 wurde er mit einer Dissertation über frühjüdische Weisheitstraditionen zum Doctor theologiae promoviert. 1986 habilitierte er sich in Freiburg.
1988 wurde Küchler assoziierter Professor, ab 2008 lehrte er als ordentlicher Professor für Neues Testament und Biblische Umwelt an der Universität Freiburg. Von 1994 bis 1998 war er Direktor des Biblischen Instituts der Theologischen Fakultät. Von 2006 bis 2008 war er Dekan der Theologischen Fakultät. 2008 wurde er emeritiert. 2013/14 war Küchler Dozent für Geschichte und Archäologie Jerusalems beim Theologischen Studienjahr Jerusalem der Dormitio-Abtei auf dem Berg Zion in Jerusalem.
Max Küchler war verheiratet mit Bernadette Schwarzen Küchler († 2019); aus der Ehe stammen vier Kinder.

## Wirken
Neben der Erforschung der Geschichte Jerusalems gehört auch die Numismatik Palästinas und des alten Orients zu seinen Forschungsschwerpunkten ebenso wie die literarische, archäologische und ikonographische Welt Israels und Palästinas in hellenistischer Zeit. Küchler wurde 2000 zum Vorstandsmitglied und Aktuar der Schweizerischen Gesellschaft für Judaistische Forschung gewählt. 
Die Theologische Fakultät und das Departement für Biblische Studien der Universität Freiburg im Üechtland ehrte ihn 2009 anlässlich seines 65. Geburtstages mit der Festschrift „Jerusalem und die Länder“; Herausgeber sind Gerd Theißen, Hans Ulrich Steymans OP, Siegfried Ostermann, Karl Matthias Schmidt und Andrea Moresino-Zipper. Zum 75. Geburtstag fand ein weiterer Akademischer Festakt zu Ehren von Max Küchler statt.
Jerusalem-Führer
Küchler befasste sich als wissenschaftlicher Autor, Rezensent, Konservator und Forschungsreisender lange Jahre intensiv mit der Geschichte und den Altertümern der Stadt Jerusalem. Als Frucht dieser Erfahrungen veröffentlichte er im Jahr 2007 unter Mitarbeit von Klaus Bieberstein, Damian Lazarek, Siegfried Ostermann, Ronny Reich und Christoph Uehlinger einen über 1200-seitigen „Reiseführer“ mit mehr als 630 grossteils handgezeichneten Abbildungen, mit dem er den Versuch unternahm, den Gesamtbestand der archäologischen und religiösen Denkmäler der Stadt auf der Grundlage des aktuellen Forschungsstandes in einer für Laien zugänglichen Form historisch, archäologisch und theologisch zu erläutern und handbuchartig zu erfassen. Die komplett überarbeitete Darstellung in der 2014 erschienenen Neuauflage des Werkes enthält die Materialien und Argumentationen der Erstauflage in einer stark komprimierten (800 Seiten, 430 Abbildungen) und neu angeordneten Form und arbeitet die archäologischen Entdeckungen seit 2007 ein. Der evangelische Neutestamentler Christoph Stenschke bewertete das Werk 2009 als „enorm gelehrtes Handbuch zu Jerusalem“, das die Geschichte der Stadt umfassend aufarbeite.

## Werke (Auswahl)
- Jerusalem: Ein Handbuch und Studienreiseführer zur Heiligen Stadt. 2., vollständig überarbeitete Auflage, Vandenhoeck & Ruprecht, Göttingen 2014
- Als Hrsg. mit Ralph Hochschild und Markus Lau: Jesus – Gestalt und Gestaltungen. Rezeptionen des Galiläers in Wissenschaft, Kirche und Gesellschaft. (Festschrift für Gerd Theißen zum 70. Geburtstag; = Novum Testamentum et Orbis Antiquus/Studien zur Umwelt des Neuen Testaments, 100). Vandenhoeck & Ruprecht, Göttingen 2013.
- Mit Heinrich Krauss: Salomo. Der weise König (= Erzählungen der Bibel, 6), Paulusverlag/Kohlhammer, Freiburg (CH)/Stuttgart 2012
- Mit Heinrich Krauss: David. Der kämpferische König (= Erzählungen der Bibel, 5), Paulusverlag/Kohlhammer, Freiburg (CH)/Stuttgart 2011
- Jerusalem: Ein Handbuch und Studienreiseführer zur Heiligen Stadt (= Orte und Landschaften der Bibel, IV.2). Vandenhoeck & Ruprecht, Göttingen 2007
- Als Hrsg. mit Karl-Matthias Schmidt: Texte – Fakten – Artefakte: Beiträge zur Bedeutung der Archäologie für die neutestamentliche Forschung (= Novum testamentum et orbis antiquus/Studien zur Umwelt des Neuen Testaments, 59), Vandenhoeck & Ruprecht, Göttingen 2006
- Mit Heinrich Krauss: Das Buch Genesis in literarischer Perspektive. Die biblische Urgeschichte (= Erzählungen der Bibel, 1), Paulusverlag/Vandenhoeck & Ruprecht, Freiburg (CH)/Göttingen 2003
- Als Hrsg. mit Peter Reinl: Randfiguren in der Mitte (Festschrift für Hermann-Josef Venetz), Ed. Exodus, Luzern 2003
- Mit Othmar Keel: Herders großer Bibelatlas, Freiburg im Breisgau 1994, 1998, 2007 (dt. Ausgaben des 1989 ersch. Times Atlas of the Bible von James B. Pritchard)